# The Maid of the Mountains
The Maid of the Mountains è un film del 1932 diretto da Lupino Lane.

## Produzione
Il film fu prodotto dalla British International Pictures (BIP).

## Distribuzione
Distribuito dalla Wardour Films, il film uscì nelle sale cinematografiche britanniche nel settembre 1932. Nel 1933, fu distribuito anche in Turchia come Daglarin kizi e il 2 gennaio 1935 venne presentato a Barcellona, in Spagna con il titolo La chica de las montañas.